# European Silver League maschile 2022
L'European Silver League 2022 si è svolta dal 24 maggio al 19 giugno 2022: al torneo hanno partecipato sei squadre nazionali europee e la vittoria finale è andata per la seconda volta alla Romania.

## Regolamento

### Formula
La formula ha previsto:
- Fase a gironi, disputata con girone all'italiana, con gare di andata e ritorno: la prima classificata di ogni girone, la migliore seconda classificata e la squadra del paese organizzatore (nel caso in cui sia stata la prima classificata, si è qualificata la seconda migliore seconda classificata) hanno acceduto alla fase finale.
- Fase finale, disputata con semifinali, finale per il terzo posto e finale: la vincitrice è promossa alla European Golden League 2023.

### Criteri di classifica
Se il risultato finale è stato di 3-0 o 3-1 sono stati assegnati 3 punti alla squadra vincente e 0 a quella sconfitta, se il risultato finale è stato di 3-2 sono stati assegnati 2 punti alla squadra vincente e 1 a quella sconfitta.
L'ordine del posizionamento in classifica è stato definito in base a:
- Numero di partite vinte;
- Punti;
- Ratio dei set vinti/persi;
- Ratio dei punti realizzati/subiti;
- Risultati degli scontri diretti.

## Squadre partecipanti
| Squadra              | Qualificazione | Ultima partecipazione       |
| -------------------- | -------------- | --------------------------- |
| Albania              | Wild card      | European Silver League 2018 |
| Azerbaigian          | Wild card      | European Silver League 2019 |
| Bosnia ed Erzegovina | Wild card      | European Silver League 2019 |
| Finlandia            | Wild card      | Debutto                     |
| Macedonia del Nord   | Wild card      | European Silver League 2021 |
| Romania              | Wild card      | European Silver League 2019 |
| Ungheria             | Wild card      | European Silver League 2021 |

## Torneo

### Fase a gironi
| Girone A  | Girone B             |
| --------- | -------------------- |
| Finlandia | Albania              |
| Ungheria  | Bosnia ed Erzegovina |
| -         | Macedonia del Nord   |
| -         | Romania              |

#### Girone A

##### Risultati
| 28 maggio 2022 Viialan Liikuntahalli, Akaa Durata: 1h:09 - Spettatori: 996 | Finlandia | 3 - 0 | Ungheria  | 25-20, 25-17, 25-16        |
| 12 giugno 2022 Tüskecsarnok, Budapest Durata: 1h:50 - Spettatori: 700      | Ungheria  | 1 - 3 | Finlandia | 21-25, 25-23, 17-25, 19-25 |

##### Classifica
| Pos. | Squadra   | Pt | G | V | P | SV | SP | Ratio | PF  | PS  | Ratio |
| ---- | --------- | -- | - | - | - | -- | -- | ----- | --- | --- | ----- |
| 1.   | Finlandia | 6  | 2 | 2 | 0 | 6  | 1  | 6,000 | 173 | 135 | 1,281 |
| 2.   | Ungheria  | 0  | 2 | 0 | 2 | 1  | 6  | 0,167 | 135 | 173 | 0,780 |

      Qualificata alle semifinali.

#### Girone B

##### Risultati
| 24 maggio 2022 Parku Olimpik Feti Borova, Tirana Durata: 1h:51 - Spettatori: 480         | Albania              | 1 - 3 | Romania              | 19-25, 21-25, 27-25, 14-25        |
| 25 maggio 2022 Sportski centar Boris Trajkovski, Skopje Durata: 1h:17 - Spettatori: 500  | Macedonia del Nord   | 3 - 0 | Bosnia ed Erzegovina | 25-16, 25-17, 25-23               |
| 28 maggio 2022 Sala Sporturilor Dunărea, Galați Durata: 2h:12 - Spettatori: 400          | Romania              | 3 - 2 | Macedonia del Nord   | 25-22, 25-17, 23-25, 19-25, 15-13 |
| 28 maggio 2022 SKPC Mejdan, Tuzla Durata: 2h:21 - Spettatori: 300                        | Bosnia ed Erzegovina | 3 - 2 | Albania              | 31-29, 20-25, 24-26, 25-18, 15-8  |
| 1º giugno 2022 Sala Sporturilor Dunărea, Galați Durata: 1h:14 - Spettatori: 600          | Romania              | 3 - 0 | Bosnia ed Erzegovina | 25-17, 25-19, 25-14               |
| 1º giugno 2022 Sportski centar Boris Trajkovski, Skopje Durata: 1h:49 - Spettatori: 1480 | Macedonia del Nord   | 1 - 3 | Albania              | 23-25, 25-20, 17-25, 22-25        |
| 4 giugno 2022 SKPC Mejdan, Tuzla Durata: 1h:43 - Spettatori: 200                         | Bosnia ed Erzegovina | 1 - 3 | Romania              | 15-25, 25-22, 22-25, 20-25        |
| 4 giugno 2022 Pallati i Sportit Farka Volley, Tirana Durata: 1h:45 - Spettatori: 520     | Albania              | 3 - 1 | Macedonia del Nord   | 25-20, 20-25, 25-16, 25-22        |
| 8 giugno 2022 Parku Olimpik Feti Borova, Tirana Durata: 1h:21 - Spettatori: 535          | Albania              | 3 - 0 | Bosnia ed Erzegovina | 25-16, 25-17, 25-21               |
| 8 giugno 2022 Sportski centar Boris Trajkovski, Skopje Durata: 1h:46 - Spettatori: 480   | Macedonia del Nord   | 3 - 1 | Romania              | 25-21, 22-25, 25-19, 25-22        |
| 11 giugno 2022 SKPC Mejdan, Tuzla Durata: 1h:17 - Spettatori: 250                        | Bosnia ed Erzegovina | 0 - 3 | Macedonia del Nord   | 21-25, 21-25, 20-25               |
| 12 giugno 2022 Sala Sporturilor Dunărea, Galați Durata: 1h:13 - Spettatori: 250          | Romania              | 3 - 0 | Albania              | 25-18, 25-19, 25-22               |

##### Classifica
| Pos. | Squadra              | Pt | G | V | P | SV | SP | Ratio | PF  | PS  | Ratio |
| ---- | -------------------- | -- | - | - | - | -- | -- | ----- | --- | --- | ----- |
| 1.   | Romania              | 14 | 6 | 5 | 1 | 16 | 7  | 2,286 | 541 | 471 | 1,149 |
| 2.   | Macedonia del Nord   | 10 | 6 | 3 | 3 | 13 | 10 | 1,300 | 519 | 502 | 1,034 |
| 3.   | Albania              | 10 | 6 | 3 | 3 | 12 | 11 | 1,091 | 511 | 514 | 0,994 |
| 4.   | Bosnia ed Erzegovina | 2  | 6 | 1 | 5 | 4  | 17 | 0,235 | 419 | 503 | 0,833 |

      Qualificata alle semifinali.

### Fase finale
|  | Semifinali | Semifinali         | Semifinali |                 |    | Finale    | Finale             | Finale |
|  |            |                    |            |                 |    |           |                    |        |
|  | 1A         | Finlandia          | 3          |                 |    |           |                    |        |
|  | 1A         | Finlandia          | 3          |                 |    |           |                    |        |
|  | 2B         | Macedonia del Nord | 1          |                 |    |           |                    |        |
|  | 2B         | Macedonia del Nord | 1          |                 | 1A | Finlandia | 2                  |        |
|  |            |                    |            |                 | 1A | Finlandia | 2                  |        |
|  |            |                    |            |                 |    | 1B        | Romania            | 3      |
|  | 1B         | Romania            | 3          |                 |    | 1B        | Romania            | 3      |
|  | 1B         | Romania            | 3          |                 |    |           |                    |        |
|  | 2A         | Ungheria           | 0          |                 |    |           |                    |        |
|  | 2A         | Ungheria           | 0          | Finale 3° posto |    |           |                    |        |
|  |            |                    |            |                 |    |           |                    |        |
|  |            |                    |            |                 |    | 2B        | Macedonia del Nord | 3      |
|  |            |                    |            |                 |    | 2B        | Macedonia del Nord | 3      |
|  |            |                    |            |                 |    | 2A        | Ungheria           | 2      |

#### Semifinali
| 18 giugno 2022 Tüskecsarnok, Budapest Durata: 1h:48 - Spettatori: 150 | Finlandia | 3 - 1 | Macedonia del Nord | 25-22, 20-25, 25-18, 25-16 |
| 18 giugno 2022 Tüskecsarnok, Budapest Durata: 1h:20 - Spettatori: 800 | Romania   | 3 - 0 | Ungheria           | 25-20, 25-19, 25-20        |

#### Finale 3º posto
| 19 giugno 2022 Tüskecsarnok, Budapest Durata: 2h:02 - Spettatori: 500 | Macedonia del Nord | 3 - 2 | Ungheria | 25-22, 18-25, 25-15, 19-25, 15-7 |

#### Finale
| 19 giugno 2022 Tüskecsarnok, Budapest Durata: 2h:13 - Spettatori: 200 | Finlandia | 2 - 3 | Romania | 25-17, 21-25, 25-20, 23-25, 13-15 |

## Classifica finale
| Pos | Squadra              | Rosa |
| --- | -------------------- | --- |
|     | Romania              | Formazione: 1 B. Bartha, 2 Peța, 3 Constantin, 4 Diaconescu, 6 Dumitru, 7 Bălean, 8 Iftime, 9 Aciobăniței, 10 C. Bartha, 11 Matei, 12 Bala, 13 Rață, 16 Vologa, 17 Kantor, 18 Călin, 19 Chiţigoi, 21 Butnaru, CT: Stancu |
|     | Finlandia            | Formazione: 1 Ronkainen, 2 Leinonen, 3 Hänninen, 5 Lankinen, 8 Köykkä, 10 Marttila, 12 Nikula, 13 Jokela, 14 Niinivaara, 15 Porkka, 17 Savonsalmi, 19 Breilin, 21 Ivanov, 23 Mäkinen, CT: Banks                          |
|     | Macedonia del Nord   | Formazione: 2 Ǵ. Ǵorǵiev, 3 Aleksov, 4 N. Ǵorǵiev, 5 Milev, 6 Richliev, 7 Nakov, 10 Boskov, 11 Despotovski, 13 Stojanov, 15 Madjunkov, 16 Iliev, 17 Kostikj, 18 Mihailov, 20 Savovski, CT: Pavličević                    |
| 4   | Ungheria             | Formazione: 1 Szabó, 2 Bozóki, 3 Kholmann, 4 Pesti, 5 Hubicska, 6 Magyar, 7 Török, 9 Kovács, 10 Blázsovics, 11 Bán, 12 Horváth, 13 Keen, 14 Pádár, 15 Kecskeméti, 16 Tomanóczy, 22 Gacs, 23 Mikuláss-Koch, CT: Koch      |
| 5   | Albania              | Formazione: 1 Muça, 2 Lumani, 3 Talaj, 4 Koçi, 5 Kupi, 6 Çela, 7 Bakiri, 9 Martiro, 10 Qepa, 11 Doda, 12 Deliu, 13 Baruti, 14 Qafarena, 18 Gaxiri, 20 Deliu, CT: Melka                                                   |
| 6   | Bosnia ed Erzegovina | Formazione: 1 Jelašković, 2 Didović, 4 Fejzić, 5 Gajić, 6 Ivić, 7 Fazlić, 8 Hukičević, 9 Popović, 10 Osmanović, 11 Makaš, 13 Ristić, 17 Milovanović, 18 Hercegovac, 19 Ivić, 20 Janković, CT: Protić                     |

|  | Promossa in European Golden League 2023 |

## Statistiche
| Rendimento individuale | Rendimento individuale | Rendimento individuale | Rendimento individuale |
| Pos.                   | Nome                   | Punti                  | Squadra                |
| ---------------------- | ---------------------- | ---------------------- | ---------------------- |
| 1                      | Nikola Ǵorǵiev         | 199                    | Macedonia del Nord     |
| 2                      | Anton Qafarena         | 140                    | Albania                |
| 3                      | Adrian Aciobăniței     | 106                    | Romania                |
| 4                      | Adi Osmanović          | 90                     | Bosnia ed Erzegovina   |
| 5                      | Alexandru Rață         | 82                     | Romania                |

| Attacchi vincenti | Attacchi vincenti  | Attacchi vincenti | Attacchi vincenti    |
| Pos.              | Nome               | Punti             | Squadra              |
| ----------------- | ------------------ | ----------------- | -------------------- |
| 1                 | Nikola Ǵorǵiev     | 174               | Macedonia del Nord   |
| 2                 | Anton Qafarena     | 118               | Albania              |
| 3                 | Adrian Aciobăniței | 86                | Romania              |
| 4                 | Alexandru Rață     | 73                | Romania              |
| 5                 | Adi Osmanović      | 69                | Bosnia ed Erzegovina |

| Muri vincenti | Muri vincenti   | Muri vincenti | Muri vincenti        |
| Pos.          | Nome            | Punti         | Squadra              |
| ------------- | --------------- | ------------- | -------------------- |
| 1             | Filip Savovski  | 27            | Macedonia del Nord   |
| 2             | Kristi Martiro  | 16            | Albania              |
| 3             | Robert Călin    | 15            | Romania              |
| 4             | Tihomir Gajić   | 13            | Bosnia ed Erzegovina |
| 5             | Filip Madjunkov | 12            | Macedonia del Nord   |

| Battute vincenti | Battute vincenti   | Battute vincenti | Battute vincenti     |
| Pos.             | Nome               | Punti            | Squadra              |
| ---------------- | ------------------ | ---------------- | -------------------- |
| 1                | Nikola Ǵorǵiev     | 15               | Macedonia del Nord   |
| 2                | Anton Qafarena     | 14               | Albania              |
| 3                | Adrian Aciobăniței | 13               | Romania              |
| 3                | Mircea Peța        | 13               | Romania              |
| 5                | Robert Călin       | 12               | Romania              |
| 5                | Adi Osmanović      | 12               | Bosnia ed Erzegovina |